# 휘발성

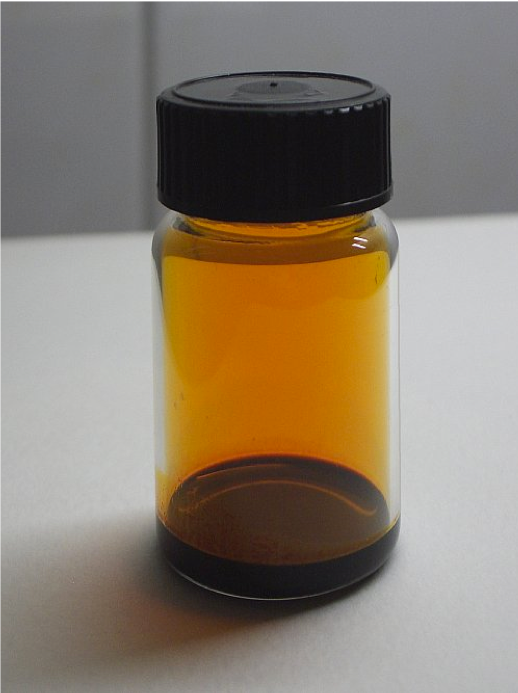
브로민 액체는 상온에서 증기로 쉽게 전환되어 높은 휘발성을 나타낸다.

화학에서 휘발성은 물질이 얼마나 쉽게 기화되는지를 나타내는 재료의 품질이다. 주어진 온도와 압력에서 휘발성이 높은 물질은 증기로 존재할 가능성이 더 높고, 휘발성이 낮은 물질은 액체나 고체로 존재할 가능성이 더 높다. 휘발성은 증기가 액체나 고체로 응축되는 경향을 보일 수도 있다. 휘발성이 낮은 물질은 휘발성이 높은 물질보다 증기에서 더 쉽게 응축된다. 휘발성의 차이는 대기에 노출되었을 때 그룹 내의 물질이 얼마나 빨리 증발(또는 고체의 경우 승화)되는지 비교하여 관찰할 수 있다. 소독용 알코올(아이소프로필 알코올)과 같이 휘발성이 높은 물질은 빠르게 증발하는 반면, 식물성 기름과 같이 휘발성이 낮은 물질은 응축된 상태로 유지된다. 일반적으로 고체는 액체보다 휘발성이 훨씬 낮지만 몇 가지 예외가 있다. 드라이아이스(고체 이산화 탄소) 또는 아이오딘과와 같이 승화(고체에서 증기로 직접 변화)하는 고체는 표준 조건에서 일부 액체와 비슷한 속도로 기화될 수 있다.

## 같이 보기
- 클라우지우스-클라페롱 방정식
- 증류
- 분별 증류
- 부분 압력
- 라울의 법칙
- 휘발성 유기 화합물